# Gemilas Chesed
Gemilas Chesed, Gemilut Chesed (jid. ‏געמילות חסד‎, hebr. ‏גימילות חסד‎, dobroczynność, dobry uczynek,bezinteresowna pożyczka) – bractwo lub żydowska samopomocowa organizacja społeczna zajmująca się udzielaniem niskoprocentowych lub bezprocentowych pożyczek.
Termin gemilut chesed odnosi się także do jednej z micwot, dotyczącej dobroczynności. Według traktatu Pirke Awot dobroczynność była jednym z trzech fundamentów świata, a według literatury rabinicznej spełnianie tego nakazu jest jednym z najważniejszych elementów realizowania żydowskiego stylu życia.

## Historia
Gemilas Chesed były żydowskimi bractwami istniejącymi przy wielu gminach żydowskich, które zajmowały się prowadzeniem działalności dobroczynnej. W XIX wieku nazwę zaczęły przyjmować zakładane przez Żydów kasy pożyczkowe, jedna z pierwszych tego typu instytucji powstała w Hamburgu w 1816 roku. 
Na ziemiach polskich, na terenie zaboru rosyjskiego, pierwsza tego typu instytucja powstała w 1898 roku w Wilnie. W 1913 roku w zaborze rosyjskim istniało 178 takich kas, a liczba ich członków wynosiła około 100 tysięcy. Na terenie Galicji w działalności i zakładaniu tych instytucji dużą rolę odegrało Żydowskie Towarzystwo Kolonizacyjne. Po I wojnie światowej dzięki wsparciu ŻTK i Jointu rozbudowano sieć Kas Bezprocentowych Pożyczek, które przyjęły tradycyjną nazwę Gemilas Chesed. W 1923 roku w Polsce działało 230 takich instytucji.
Podczas kryzysu ekonomicznego w latach 30. XX wieku powołano Towarzystwo Popierania Kredytu Bezprocentowego i Produktywizacji Ludności Żydowskiej w Polsce (CEKABE), które, z finansowaniem Jointu, zajmowało się koordynacją i prowadzeniem działalności dobroczynnej, w tym kas Gemilas Chesed.
W 1930 roku w Polsce istniało 620 tego typu instytucji, a w 1938 roku – 851. Działalność Gemilas Chesed przerwał wybuch II wojny światowej.